# Zhongjianosaurus
Zhongjianosaurus ("ještěr Jang Čung-ťiena") byl rod opeřeného dromeosauridního teropodního dinosaura ze skupiny Microraptoria, žijícího v období spodní křídy (geol. stupeň apt, asi před 125 až 120 miliony let) na území dnešní severovýchodní Číny (souvrství Yixian).

## Objev
Nález nového dromeosaurida z Liao-ningu byl poprvé ohlášen roku 2009, formální popis však přišel až roku 2017. Nález sestává z nekompletní postkraniální kostry (postrádající lebku) a byl učiněn v jezerních sedimentech. Tento dinosaurus byl pravděpodobně stromový (arboreální) všežravec.

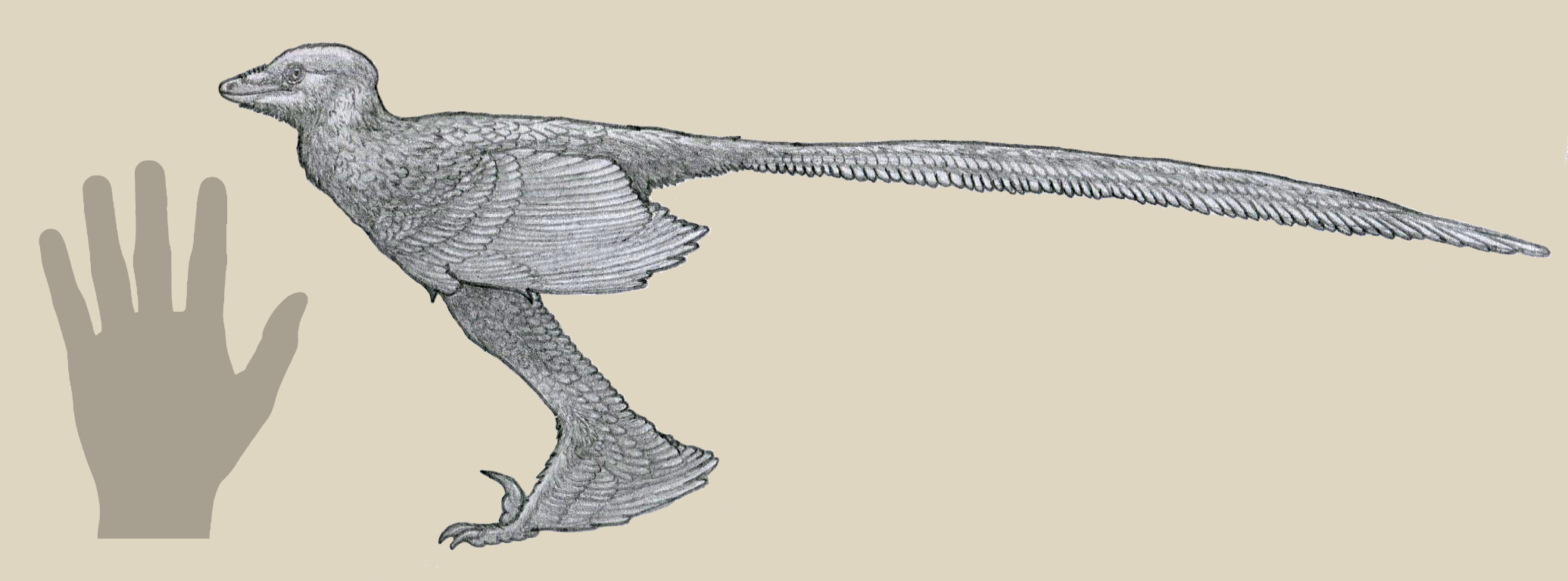
Zhongjianosaurus, přibližná podoba a velikostní srovnání.

## Velikost
V původní vědecké studii byla hmotnost tohoto (zřejmě dospělého) jedince odhadnuta na 0,31 kg, což jej řadí mezi nejmenší známé druhohorní dinosaury, jen o trochu větší než druhy jako Anchiornis huxleyi. Tělesná délka nepřesáhla několik desítek centimetrů.

## Klasifikace
Zhongjianosaurus byl zástupcem čeledi Dromaeosauridae a kladu Microraptoria. Mezi jeho blízké příbuzné tak patřily například rody Microraptor, Sinornithosaurus nebo Changyuraptor.